# José Utrera Molina
José Utrera Molina (Málaga 12 april 1926 - Nerja 22 april 2017) was een Spaans falangistisch politicus.

## Biografie
Hij studeerde rechten aan de Universiteit van Granada en was sinds 1942 lid van het Frente de Juventudes, de jeugdbeweging van de FET y de las JONS (falangistische partij). Later was hij plaatsvervangend leider van de falangistische partij in Málaga. Van 1958 tot 1977 was hij lid van de Cortes. Daarnaast was hij achtereenvolgens burgerlijk gouverneur van Ciudad Real (1956-1962), Burgos (1962) en Sevilla.
Generaal Francisco Franco, de dictator van Spanje, benoemde Utrera Molina op 11 juni 1973 tot minister van Volkshuisvesting; hij bekleedde deze ministerspost tot 31 december van dat jaar. Van 3 januari 1974 tot 11 maart 1975 was hij minister-secretaris-generaal van de FET y de las JONS. Hij gold als een van de vertrouwelingen van de dictator.
In 1976, na de dood van Franco, was hij een van de 59 leden van de Cortes die tegen de hervorming van het politieke systeem stemde. Bij de parlementsverkiezingen van 1977 stelde hij zich kandidaat voor een zetel in de Senaat, maar hij werd niet gekozen. Hiermee eindigde de politieke loopbaan van Utrera Molina.
José Utrera Molina overleed op 91-jarige leeftijd, op 22 april 2017, in Nerja.

## Verwijzingen
- Biblioteca Nacional de España: XX1144347
- Bibliothèque nationale de France: cb16205647v (data)
- Catàleg d'autoritats de noms i títols de Catalunya: 981058615780606706
- CiNii: DA13137824
- International Standard Name Identifier: 0000 0000 8414 0158
- Library of Congress Control Number: n94000192
- Réseau des bibliothèques de Suisse occidentale: 02-A000168974
- Système universitaire de documentation: 129468223
- Virtual International Authority File: 117365762
- WorldCat: E39PBJjddWrrGd34YrrcJb7WDq